# El Grito, México 1968
El grito, México 1968 es un documental mexicano de 1968 dirigido por Leobardo López Arretche que narra el movimiento estudiantil de 1968 en México.
Los estudiantes del Centro Universitario de Estudios Cinematográficos (CUEC) de la Universidad Nacional Autónoma de México (UNAM) tomaron la decisión de filmar los acontecimientos del movimiento estudiantil de 1968. Recopilaron alrededor de 8 horas de filmación, material que fue organizado bajo la dirección de López Arretche. Fue el primer largometraje del CUEC, es el único testimonio fílmico desde el interior del movimiento.

## Sinopsis
Como un testimonio del movimiento estudiantil de 1968, El grito documenta el desarrollo de este movimiento que se inició en julio por la riña después de un partido de fútbol americano entre estudiantes de dos escuelas, los cuales fueron reprimidos violentamente por la policía. Esto desencadenó una serie de protestas contra el autoritarismo gubernamental que imperaba en México. Dichas manifestaciones también fueron reprimidas por lo que a su vez, generó acciones políticas organizado en el Comité de Estudiantes en Huelga.
El movimiento estudiantil comenzó a tomar fuerza, causando gran malestar al gobierno por lo que inició la intervención del ejército para frenarlo, culminando con la masacre ocurrida en la tarde del 2 de octubre de 1968 con la intervención del Batallón Olímpia en la Plaza de las Tres Culturas.
Este documental comienza a filmar a partir del mes de julio, incluyendo imágenes de las manifestaciones y represiones, y cierra con la inauguración de los XIX Juegos Olímpicos, el 12 de octubre, aniversario de la Llegada de Colón a América.

## Producción
Después de la incursión a la ENP, el CUEC se suma al Consejo_Nacional_de_Huelga para protestar en contra de las acciones tomadas por el Gobierno. Se formó una Asamblea General nombrándose como representantes de la escuela ante el Consejo a Leobardo López Aretche, Carlos González Morantes, entre otros. Como una forma de sumarse al movimiento, se decidió participar a través del cine. Algunos estudiantes que tenían experiencia
en fotografía,egresados y maestros, en papel de reporteros, fueron registrando en video el día a día del desarrollo de los acontecimientos importantes del movimiento estudiantil.
Los equipos de filmación que usaron fueron cámaras de 16 mm pertenecientes al CUEC, rodando con película virgen, en principio destinada a las prácticas escolares. López Aretche tras dos meses como preso estudiantil, fue encargado de dirigir y dar orden al material reunido, que en total sumaban más de ocho horas de grabación. Fue asistido por el entonces alumno del CUEC Alfredo Joskowicz, así como el profesor Ramón Rupart.
Tras un año de trabajo, a partir de las imágenes, la periodista italiana Oriana Fallaci y El Consejo Nacional de Huelga dan los textos que se observan en la película, los cuales refieren la brutalidad de la represión del Estado y del idealismo de los estudiantes. Finalmente en la edición, el documental queda dividido en los cuatro meses del desarrollo del movimiento mostrando grandes contrastes entre las dos partes implicadas en los acontecimientos.  Este filme ocupa el lugar 44 dentro de la lista de las 100 mejores películas del cine mexicano, según la opinión de 25 críticos y especialistas del cine en México, publicada por la revista Somos en julio de 1994.